# Bibliothèque Saint-Jean
 (avril 2019).
Si vous disposez d'ouvrages ou d'articles de référence ou si vous connaissez des sites web de qualité traitant du thème abordé ici, merci de compléter l'article en donnant les références utiles à sa vérifiabilité et en les liant à la section « Notes et références ».
La Bibliothèque Saint-Jean (BSJ) est une bibliothèque universitaire et de recherche de l'Université de l'Alberta à Edmonton, Alberta au Canada. 
Elle est située au rez-de-chaussée du Pavillon McMahon du Campus Saint-Jean.

## Desctiption
La bibliothèque est située à environ cinq kilomètres à l'est du campus nord de l'Université de l'Alberta. Sa mission est de servir tant les étudiants et les professeurs du Campus Saint-Jean, le campus francophone de l'Université de l'Alberta, que le grand public. Des options d’emprunt existent pour les utilisateurs qui ne possèdent pas une ONEcard universitaire. En tant que membre des bibliothèques de l'Université de l'Alberta, la BSJ fait également partie du consortium de bibliothèques NEOS, The Alberta Library et COPPUL. Par conséquent, les utilisateurs ont non seulement accès aux documents et services proposés sur place, mais également à un certain nombre de collections et de services proposés par les autres bibliothèques de ces réseaux.

## Historique
On retrouve l'existence d'une bibliothèque collégiale francophone à Edmonton depuis au moins 1921, quand le R. P. Jules LeChevalier o.m.i., était professeur au Juniorat Saint-Jean et s'occupait de la bibliothèque. Depuis se sont succédé bon nombre de bibliothécaires malgré les changements de nom et de vocation de l'établissement où se trouvait la bibliothèque. De 1936 à 1949, le R. P. Georges Tétreault a servi de bibliothécaire et a vu, avec ses confrères les RR. PP. Bélanger et Champagne, le déménagement de la bibliothèque en 1947 dans une nouvelle aile du Collège Saint-Jean. De manière irrégulière de 1950 à 1969, le R. P. Georges Durocher, o.m.i, prend soin de la bibliothèque avec l'aide des RR. PP. Drouin, Trétreault, Fortier, Lessard et Lavoie. La bibliothèque, qui sert aussi de salle d'étude, se voit dispersée par faute d'espace dans plusieurs locaux du Collège. Ce n'est qu'en 1960 que la bibliothèque peut enfin déménager dans un nouvel édifice et rassembler sa collection de 25,000 volumes sur « des cadres métalliques importés d'Angleterre ». Après des études en bibliothéconomie à l'université de Washington, le père Georges Durocher est nommé en 1969 premier bibliothécaire professionnel à temps plein de la bibliothèque de la Faculté Saint-Jean. En l'espace de 10 ans les collections de la bibliothèque ont augmenté à 60 000 volumes dont « plus de 50 % sont en français ». Le 12 septembre 1983, Gamila Morcos, doyenne de la Faculté Saint-Jean, et Peter Freeman, directeur en chef des bibliothèques de l'Université de l'Alberta, signent l'entente officielle d'intégration de la BSJ au réseau de bibliothèques de l'Université de l'Alberta. De 1986 à 1990, les collections spéciales de la Bibliothèque Saint-Jean s'enrichissent pour une période de 25 ans de la collection des Oblats et se voient entreposée dans la Salle Durocher, inaugurée en 1989. C'est le 1er avril 1993 que le Centre de documentation pédagogique de la Faculté Saint-Jean, créé en 1977 sous la direction de Sylvia Landry, est intégré à la Bibliothèque Saint-Jean tout en préservant la classification Dewey, qui sera peu à peu converti au système de classification de la bibliothèque du Congrès. Le besoin d'espace se fait de plus en plus pressant. Grâce à une subvention du gouvernement du Canada, la Faculté Saint-Jean est en mesure de construire une nouvelle bibliothèque, dont l'inauguration a lieu le 17 janvier 1997, qui coincide à quelques mois près à l'adoption officielle du nom Bibliothèque Saint-Jean.

## Collections
La collection principale de la BSJ est classée selon le système de la Bibliothèque du Congrès et comprend des livres, des périodiques, des films, des bandes-dessinées et plusieurs sortes de ressources qui soutiennent tous les programmes d'études offerts au Campus Saint-Jean (arts et sciences humaines, sciences sociales, éducation, sciences de la santé, sciences naturelles). La BSJ se fait remarquer pour ses vastes collections de ressources en langue française qui s'organisent en deux grandes sections: la section pédagogique destinée à soutenir l'enseignement de la maternelle à la douzième année en Alberta et la section générale qui porte sur tous les sujets d'intérêts aux étudiants et professeurs du Campus Saint-Jean. L'appartenance à part entière de la BSJ aux bibliothèques de l'Université de l'Alberta fait en sorte qu'elle dispose de plus de 400 000 documents en langue française répartis sur place et dans l'entrepôt RCRF. Elle donne accès à une grande collection de documents sous formes imprimé, électronique et microformes. Elle comprend aussi plusieurs journaux historiques francophones de l'Ouest canadien dont la complète collection de microfiches de l'EDUQ (tous les documents publiés dans le domaine de l'éducation dans la province canadienne du Québec de 1981 à 1995).  
Une collection de documents historiques qui se trouvait anciennement à la BSJ dans la salle Durocher sont maintenant pour la plupart entreposés et préservés dans la bibliothèque RCRF de l'Université de l'Alberta. Cette collection comprend des documents rares sur l’histoire de la francophonie dans l’Ouest canadien et des œuvres d’auteurs francophones de l’Ouest canadien, dont des thèses, des programmes d’études et des manuels approuvés par Alberta Education, dont certains ont été numérisés, et d’autres ressources de valeur. Toutes les ressources de la collection historique sont répertoriées dans le catalogue des bibliothèques de l'Université de l'Alberta. 
Une collection de littérature pédagogique et enfantine, dite collection pédagogique, a été créée en 1978 pour répondre aux besoins des étudiants des programmes de 1er et de 2e cycles en éducation du Campus Saint-Jean. Elle est également consultée par des éducateurs et des parents d'autres régions de l'Alberta et de l'Ouest canadien. Cette collection est organisée en trois parties selon les formats des ressources. Il y a d'un côté la collection monographique, de l'autre la collection multimédia qui comprend des jeux de société éducatifs, des jeux de manipulations, et enfin il y a la collection de robotique et de programmation qui a vu le jour en 2018. Les deux premières parties incluent les ressources autorisées par le ministère de l'Education de la province de l'Alberta réservées à l'usage des étudiants et des professeurs de l'Université de l'Alberta. En 2019, une nouvelle aire autochtone a vu le jour à la Bibliothèque Saint-Jean mettant en valeur deux peintures de l'artiste Leah Dorion.    

## Bibliothécaires en chef
- Georges Durocher (1969-1983)
- Juliette Henley (1983-2002)
- Hélène Larouche (2002-2006)
- Tatiana Usova (2007– 2017)
- Denis Lacroix (intérimaire 2017 – 2019)
- Debbie Feisst (intérimaire 2019 – 2020)
- Christine Brown (2020– )

## Partenariats et collaboration
La bibliothèque de l'Université de l'Alberta est membre de l' Association des bibliothèques de recherche et de l'Association des bibliothèques de recherche du Canada et contribue à l' Open Content Alliance. 